# Bruce Alberts
Bruce Alberts (n. 14 aprilie 1938, Chicago, Illinois, SUA) este un medic și biochimist american, membru de onoare al Academiei Române (din 2006). Activând în domeniul biochimiei, el a studiat mecanismul prin care cromozomii celulelor vii se clonează atunci când celulele acestora se divid. El este autorul „celui mai dogmatic, influent și mai bine vândut caiet științific”, Biologia Moleculară a Celulei, cât și editorul-șef al revistei Science.

## Activitate internațională
Între anii 2000 și 2009, Alberts a fost co-președinte al Consiliului InterAcademy, o instituție cu rol consultativ din Amsterdam. Acum această organizație poartă numele de Panoul Politic InterAcademy, și se află în Triest.
În discursul ținut la 4 iunie 2009 la Universitatea Cairo din Egipt, președintele american Barack Obama a anunțat debutul unui nou program de colaborare științifică ca parte a „unui nou început între Statele Unite și musulmanii din întreaga lume”. În ianuarie 2010, Bruce Alberts, împreună cu Ahmed Zewail și Elias Zerhouni au devenit primii ambasadori științifici americani în țări musulmane, activând în locuri precum Maroc, Libia, Arabia Saudită, Bangladesh și Malaezia.